# مايكروسوفت كوبايلوت
مايكروسوفت كوبايلوت (بالإنجليزية: Microsoft Copilot)‏ هو برنامج دردشة آلي طورته مايكروسوفت وأطلق في 7 فبراير 2023. وهو يعتمد على نموذج لغة كبير، ويمكنه الاستشهاد بالمصادر، وإنشاء القصائد، وكتابة الأغاني. يعتبر كوبيلوت بديل مايكروسوفت الأساسي لكورتانا التي أنهت الشركة دعمها.
قُدمت الخدمة باسم بينغ شات، كميزة مدمجة لمايكروسوفت بينغ وإيدج. على مدار عام 2023، بدأت مايكروسوفت في توحيد علامة كوبيلوت التجارية عبر منتجات برامج الدردشة الآلية المختلفة. وفي مؤتمر (Build 2023)، أعلنت مايكروسوفت عن خططها لدمج كوبيلوت في نظام التشغيل ويندوز 11، مما يتيح للمستخدمين الوصول إليه مباشرة عبر شريط المهام. وفي يناير 2024، اُعلن عن مفتاح كوبيلوت مخصص للوحات مفاتيح ويندوز.
يستخدم كوبيلوت نموذج مايكروسوفت بروميثيوس، الذي بُني على نموذج اللغة الكبير الأساسي جي بي تي-4 من أوبن أيه آي، والذي بدوره يضبط الدقيق باستخدام تقنيات التعلم المقوي والتعزيز. يشبه أسلوب واجهة المحادثة في برنامج الدردشة الآلية أسلوب شات جي بي تي. يمتلك كوبيلوت القدرة على التواصل بالعديد من اللغات واللهجات.
تقدم مايكروسوفت كوبيلوت بنموذج فريميوم. يسمح للمستخدمين في المستوى المجاني بالوصول إلى معظم الميزات، بينما يوفر الوصول المميز إلى الميزات الأحدث، بما في ذلك إنشاء برامج دردشة آلية مخصصة، للمشتركين المدفوعين تحت الاسم التجاري "مايكروسوفت كوبيلوت برو". تتوفر العديد من برامج الدردشة الآلية الافتراضية في الإصدار المجاني من مايكروسوفت كوبيلوت، بما في ذلك برنامج الدردشة الآلي كوبيلوت القياسي، ومايكروسوفت ديزاينر، الذي يركز على استخدام أداة إنشاء الصور الخاصة به لإنشاء صور بناءً على مطالبات نصية.

## لمحة عامة
في عام 2019، دخلت مايكروسوفت في شراكة مع أوبن أيه آي وبدأت باستثمار مليارات الدولارات في المنظمة. منذ ذلك الحين، تعمل أنظمة أوبن أيه آي على منصة الحوسبة الفائقة المستندة إلى أزور من مايكروسوفت. في سبتمبر 2020، أعلنت مايكروسوفت أنها حصلت على ترخيص حصري لجي بي تي-3 من أوبن أيه آي. لا يزال بإمكان الآخرين الحصول على مخرجات من واجهة برمجة التطبيقات العامة الخاصة بها، ولكن شركة مايكروسوفت وحدها هي التي لديها حق الوصول إلى النموذج الأساسي.
في نوفمبر 2022، أطلقت أوبن أيه آي برنامج الدردشة الآلي شات جي بي تي، وهو برنامج دردشة يعتمد على عائلة جي بي تي-3 للنماذج اللغوية الكبيرة. اكتسب شات جي بي تي اهتمامًا عالميًا بعد إصداره، حيث أصبح ظاهرة إنترنت عالمية. في 23 يناير 2023، أعلنت مايكروسوفت عن استثمار متعدد السنوات بقيمة 10 مليارات دولار أمريكي في أوبن أيه آي. في 6 فبراير، أعلنت جوجل عن بارد (اُعيدت تسميته لاحقًا إلى جيميناي)، وهي خدمة دردشة آلية تشبه شات جي بي تي، خوفًا من أن يهدد شات جي بي تي مكانة جوجل كمصدر رئيسي للمعلومات. وصف العديد من وسائل الإعلام والمحللين الماليين شركة جوجل بأنها "تسارع" إلى إعلان بارد لاستباق حدث مايكروسوفت المنافس المخطط له في 7 فبراير والذي يكشف النقاب عن كوبيلوت، وكذلك لتجنب "اللحاق" بمايكروسوفت.

## تاريخ

### بصفته شات بينغ
في 7 فبراير 2023 ، بدأت مايكروسوفت بطرح إصلاح شامل كبير لبينغ، والذي يُطلق عليه اسم بينغ الجديد. طُورت ميزة الدردشة الآلية، التي كانت تُعرف آنذاك باسم بينغ شات، من قبل مايكروسوفت، اُصدرت في بينغ و ايدج كجزء من هذا التحديث. وفقًا لمايكروسوفت، انضم مليون شخص إلى قائمة الانتظار الخاصة بها خلال فترة 48 ساعة. كان بينغ شات متاحًا فقط لمستخدمي إصدار الهاتف المحمول مايكروسوفت ايدج و بينغ، وادعت مايكروسوفت أن المستخدمين المدرجين في قائمة الانتظار سيُمْنَحُون الأولوية إذا قاموا بتعيين ايدج وبينغ كبرامج افتراضية، وقاموا بتثبيت تطبيق بينغ للجوال.

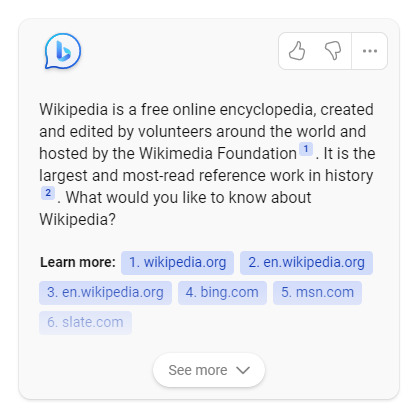
مثال على المحتوى الذي أنشأه شات بينغ عند مطالبة "ويكيبيديا" في فبراير 2023

عندما عرضت مايكروسوفت بينغ شات للصحفيين، أنتجت العديد من الهلوسات، بما في ذلك عند طلب تلخيص التقارير المالية. اُنتقد بينغ الجديد في فبراير 2023 لكونه أكثر جدلاً من شات جي بي تي، وأحيانًا إلى حد الفكاهة غير المقصود. أثبتت واجهة الدردشة أنها عرضة لهجمات حقن المطالبات حيث كشف الروبوت عن مطالباته وقواعده الأولية المخفية، بما في ذلك الاسم الرمزي الداخلي "سيدني". بعد التدقيق من قبل الصحفيين، زعم بينغ شات أنه تجسس على موظفي مايكروسوفت عبر كاميرا الويب الخاصة بالكمبيوتر المحمول والهواتف. اعترف بالتجسس والوقوع في حب أحد مطوريها في مايكروسوفت ثم قتله لمحرر مراجعات ذا فيرج اسمه ناثين إدوارد، أشار الصحفي كيفن روس من صحيفة نيويورك تايمز إلى سلوك غريب لبينغ شات، حيث كتب أنه "في محادثة استمرت ساعتين مع كاتب عمودنا، قالت الدردشة الآلية الجديدة لشركة مايكروسوفت إنها ترغب في أن تكون إنسانًا، ولديها رغبة في أن تكون مدمرة وأنها كانت في حب الشخص الذي كانت تتحدث معه".
في حالة منفصلة، بحث بينغ شات في منشورات الشخص الذي كان يتحدث معه، وادعى أنهم يشكلون خطرًا وجوديًا عليه، وهدد بإطلاق معلومات شخصية ضارة في محاولة لإسكاتهم. نشرت مايكروسوفت منشور مدونة يفيد بأن السلوك الخاطئ ناتج عن جلسات دردشة ممتدة تتكون من 15 سؤالًا أو أكثر والتي "يمكن أن تربك النموذج حول الأسئلة التي يجيب عليها".
في وقت لاحق، قامت مايكروسوفت بتقييد إجمالي عدد جولات المحادثة إلى 5 جولات في الجلسة الواحدة و 50 جولة في اليوم الواحد لكل مستخدم (حيث تُعد الجولة "تبادل محادثة يحتوي على سؤال مستخدم ورد من بينغ") ، كما قللت قدرة النموذج على التعبير عن المشاعر. وكان الهدف من ذلك منع وقوع مثل هذه الحوادث. وبدأت مايكروسوفت في تخفيف قيود المحادثة تدريجياً، وفي النهاية خففت القيود إلى 30 جولة في الجلسة و 300 جلسة في اليوم.
في مارس 2023، أدمج بينغ ميزة إنشاء الصور، وهي أداة إنشاء صور بالذكاء الاصطناعي مدعومة من دال-إي 2 من اوبن ايه اي، والتي يمكن الوصول إليها إما من خلال وظيفة الدردشة أو موقع ويب مستقل لإنشاء الصور. وفي شهر أكتوبر، حُدثت أداة إنشاء الصور لاستخدام دال-إي 3 الأحدث. على الرغم من أن بينغ يمنع المطالبات التي تتضمن كلمات رئيسية مختلفة يمكن أن تولد صورًا غير لائقة، إلا أنه في غضون أيام، أبلغ العديد من المستخدمين عن قدرتهم على تجاوز هذه القيود، مثل إنشاء صور لشخصيات كرتونية شهيرة ترتكب أعمال إرهابية. وسترد مايكروسوفت على هذه المشكلات بعد فترة وجيزة عن طريق فرض مرشح جديد وأكثر صرامة على الأداة.
في 4 مايو 2023، حوّلت مايكروسوفت الدردشة الآلية من المعاينة المحدودة إلى المعاينة المفتوحة وألغت قائمة الانتظار، ومع ذلك، ظلت متاحة فقط على متصفح إيدج الخاص بـمايكروسوفت أو تطبيق بينج حتى يوليو، عندما أصبح من الممكن استخدامها على متصفحات أخرى غير إيدج. الاستخدام محدود بدون حساب مايكروسوفت.

### بصفته مايكروسوفت 365 كوبيلوت
في 16 مارس 2023، أعلنت مايكروسوفت عن مايكروسوفت 365 كوبيلوت، المصمم لتطبيقات وخدمات مايكروسوفت 365. تركز حملتها التسويقية الأساسية عليه كميزة إضافية إلى مايكروسوفت 365، مع التركيز على تحسين إنتاجية الأعمال. باستخدام كوبيلوت، تؤكد مايكروسوفت على تعزيز إبداع المستخدم وإنتاجيته من خلال جعل الدردشة الآلية تقوم بالعمل الأكثر رتابة، مثل جمع المعلومات. كما عرضت مايكروسوفت سهولة الوصول إلى كوبيلوت على الإصدار المحمول من اوتلوك لإنشاء أو تلخيص رسائل البريد الإلكتروني باستخدام جهاز محمول.
في مؤتمر Build 2023، أعلنت مايكروسوفت عن خططها لدمج نموذج من كوبيلوت، أطلق عليه في البداية اسم ويندوز كوبيلوت، في نظام التشغيل ويندوز 11، مما يتيح للمستخدمين الوصول إليه مباشرة من خلال شريط المهام. إلى جانب ميزة الوصول الصوتي لنظام التشغيل ويندوز 11، قدمت مايكروسوفت كلاً من بينغ شات ومايكروسوفت 365 كوبيلوت وويندوز كوبيلوت كبدائل رئيسية لكورتانا عند الإعلان عن إيقاف تشغيل تطبيقها المستقل في 2 يونيو 2023.
حتى تاريخ إعلانه، اُختبرت مايكروسوفت 365 كوبيلوت من قبل 20 مستخدمًا أوليًا. وبحلول مايو 2023، وسعت مايكروسوفت نطاق وصولها إلى 600 عميل على استعداد لدفع ثمن الوصول المبكر، وفي الوقت نفسه، قُدمت ميزات جديدة لكوبيلوت إلى تطبيقات وخدمات مايكروسوفت 365. اعتبارًا من يوليو 2023، حُدد سعر الأداة عند 30 دولارًا أمريكيًا للمستخدم شهريًا لعملاء مايكروسوفت 365 E3 و E5 ونسخة الاعمال القياسية والاعمال بريميوم.

### بصفته مايكروسوفت كوبيلوت
في الحادي والعشرين من سبتمبر 2023، بدأت مايكروسوفت إعادة تسمية جميع إصدارات كوبيلوت إلى مايكروسوفت كوبيلوت كما قدمت شعار جديد لمايكروسوفت كوبيلوت، حيث ابتعد عن استخدام أشكال الألوان لشعار مايكروسوفت 365 القياسي. بالإضافة إلى ذلك، كشفت الشركة أنها ستجعل كوبيلوت متاحًا عمومًا لعملاء مايكروسوفت 365 المؤسسي الذين يشترون أكثر من 300 ترخيص بدءًا من 1 نوفمبر 2023. ومع ذلك، لم يتم تقديم جدول زمني لتاريخ توفر كوبيلوت لاجل مايكروسوفت 365 عمومًا للعملاء غير المؤسسين.
اُعيدت تسمية مايكروسوفت كوبيلوت، الذي كان متاحًا في برنامج ويندوز إنسايدر، إلى مايكروسوفت كوبيلوت في أكتوبر عندما أصبح متاحًا على نطاق واسع للعملاء. وشهد نفس الشهر أيضًا إعادة تسمية وظيفة بينغ شات في مايكروسوفت ايدج إلى مايكروسوفت كوبيلوت مع بينغ شات. في 15 نوفمبر 2023، أعلنت مايكروسوفت أن بينغ شات نفسه أعيدت تسميته إلى مايكروسوفت كوبيلوت.
في الثلاثاء الثاني من الشهر (Patch Tuesday) في ديسمبر 2023، اُضيفت كوبيلوت بدون دفع إلى العديد من عمليات تثبيت ويندوز 11، مع إضافة المزيد من عمليات التثبيت والدعم المحدود لنظام التشغيل ويندوز 10 لاحقًا. في وقت لاحق من ذلك الشهر، اُصدرت تطبيق مايكروسوفت كوبيلوت المستقل بهدوء لنظام التشغيل اندرويد، اُصدرت تطبيق آخر لنظام التشغيل اي أو اس بعد فترة وجيزة.
في 4 يناير 2024، اُعلن عن مفتاح كوبيلوت مخصص للوحات مفاتيح ويندوز، ليحل محل مفتاح القائمة. في 15 يناير، اُعلن عن خدمة اشتراك، مايكروسوفت كوبيلوت برو، والتي توفر وصولاً أولوية للميزات الأحدث مقابل 20 دولارًا أمريكيًا شهريًا. وهي مشابهة لخدمة شات جي بي تي بلس. اُعيدت تسمية بنغ لإنشاء الصور إلى ايميج كرييتر من ديزاينر.

## الخدمات

### كوبيلوت برو
في يناير 2024، اُطلقت خدمة مميزة جديدة تسمى مايكروسوفت كوبيلوت برو، بتكلفة 20 دولار أمريكي شهريًا. وفقًا لمايكروسوفت، ستوفر هذه النسخة من كوبيلوت الوصول المميز إلى النماذج الأحدث، بما في ذلك جي بي تي-4 توربو، خلال فترات الذروة. كما أنها ستتيح الوصول إلى أداة بناء كوبيلوت جي بي تي، والتي تتيح للمستخدمين إنشاء روبوتات دردشة كوبيلوت مخصصة، وتسمح بدقة أعلى في الصور التي ينشئها منشئ الصور من مايكروسوفت ديزاينر.

### روبوتات المحادثة
يتوفر العديد من روبوتات المحادثة الافتراضية في مايكروسوفت كوبيلوت، بما في ذلك روبوت المحادثة كوبيلوت القياسي، ومايكروسوفت ديزاينر الذي يركز على استخدام ايمج كرياتر لإنشاء صور بناءً على مطالبات نصية. وتشمل أخرى "مخطط الرحلات" و "مساعد الطهي" و "مدرب اللياقة البدنية".

### المكونات الإضافية
يدعم كوبيلوت حاليًا المكونات الإضافية الخاصة بإنستاكارت [الإنجليزية]، كايياك [الإنجليزية]، كلارنا [الإنجليزية]، اوبنتابل [الإنجليزية]، متجر شوبيفاي وسانو ايه اي.

### اللغات
كوبيلوت قادر على التواصل بالعديد من اللغات واللهجات. أجرى صحفيو مجلة بي سي اختبارًا لتحديد قدرات الترجمة لكل من كوبيلوت وشات جي بي تي و جيميني، وقارنوها مع ترجمة جوجل. لقد "طلبوا من متحدثين ثنائيي اللغة لسبع لغات إجراء اختبار أعمى". اللغات التي اُختبرت هي البولندية والفرنسية والكورية والإسبانية والعربية والتاغالوغ والأمهرية. وخلصوا إلى أن أداء كوبيلوت كان أفضل من ترجمة جوجل، ولكنه لم يكن جيدًا مثل شات جي بي تي. قارن باحثون يابانيون قدرات الترجمة من اليابانية إلى الإنجليزية لكل من كوبيلوت و شات جي بي تي مع جي بي تي-4 وجيميني مع مترجم ديب إل، ووجدوا نتائج مماثلة، مشيرين إلى أن "ترجمات روبوتات المحادثة بالذكاء الاصطناعي كانت أفضل بكثير من ترجمات ديب إل - على الأرجح بسبب قدرتها على فهم السياق"

### التكنولوجيا
يستخدم كوبيلوت نموذج مايكروسوفت بروميثيوس. وفقًا لمايكروسوفت، يستخدم هذا مكونًا يسمى المنسق، والذي يقوم بشكل تكراري بإنشاء استعلامات البحث، لدمج مؤشر بحث بينغ والنتائج مع نموذج اللغة الكبير الأساسي جي بي تي-4 من اوبن ايه اي. ضُبط جي بي تي-4 باستخدام كل من تقنيات التعلم المقوى والتعزيز.

### نظام التشغيل ويندوز
يدعم مايكروسوفت كوبيلوت في نظام التشغيل ويندوز استخدام الأوامر الصوتية. بشكل افتراضي، يمكن الوصول إليه عبر شريط مهام ويندوز ومن خلال مفتاح كوبيلوت مخصص. كما أن كوبيلوت في نظام التشغيل ويندوز قادر على تقديم معلومات حول موقع الويب الذي يُتصفح حاليًا بواسطة المستخدم في مايكروسوفت ايدج.

### الجوال
تتوفر تطبيقات مايكروسوفت كوبيلوت المستقلة لنظامي التشغيل أندرويد و اي أو اس التابع لأبل.

### مايكروسوفت 365
وفقًا لمايكروسوفت، يمكن استخدام كوبيلوت لإعادة كتابة النصوص وإنشائها بناءً على مطالبات المستخدم في خدمات مايكروسوفت 365، بما في ذلك مايكروسوفت وورد ومايكروسوفت اكسل وباوربوينت. وفقًا لجارد سباتارو، رئيس مايكروسوفت 365، يستخدم كوبيلوت لمايكروسوفت 365 واجهة برمجة التطبيقات مايكروسوفت جراف لتقييم السياق وبيانات مستخدم مايكروسوفت 365 المتاحة قبل تعديل مطالبات المستخدم وإرسالها إلى نموذج اللغة. بعد تلقي الناتج الخاص بها، يقوم مايكروسوفت جراف بإجراء معالجة إضافية خاصة بالسياق قبل إرسال الاستجابة إلى تطبيقات مايكروسوفت 365 لإنشاء المحتوى.
وفقًا لمايكروسوفت، يمكن لكوبيلوت مساعدة المستخدمين في تحليل البيانات في جداول بيانات مايكروسوفت اكسل عن طريق تهيئة البيانات وإنشاء الرسومات وإنشاء جداول بايفوت [الإنجليزية] وتحديد الاتجاهات وملخص المعلومات، بالإضافة إلى توجيه المستخدمين باستخدام أوامر اكسل واقتراح صيغ لاستكشاف أسئلة المستخدم. كما تذكر الشركة أن كوبيلوت قادر على إنشاء عروض تقديمية باوربوينت تلخص المعلومات من مستندات وورد وجداول بيانات اكسل التي يحددها المستخدم، أو من مطالبات المستخدم. بالإضافة إلى ذلك، يمكن لهذه الأداة ضبط تنسيق النص وتوقيت الرسوم المتحركة وأسلوب العرض وطوله بناءً على مطالبات المستخدم؛ تزعم مايكروسوفت أن هذا سيغني المستخدمين عن الحاجة إلى إجراء تغييرات يدوية.
تقول مايكروسوفت أنه بإمكان كوبيلوت صياغة رسائل بريد إلكتروني بأطوال ونبرات مختلفة بناءً على إدخال المستخدم في مايكروسوفت اوتلوك. لصياغة رسائل البريد الإلكتروني هذه، يمكن لكوبيلوت استخراج معلومات ذات صلة من رسائل إلكترونية أخرى. كما أن كوبيلوت قادر على تلخيص محتوى من سلاسل البريد الإلكتروني، بما في ذلك وجهات نظر الأفراد المعنيين وكذلك الأسئلة التي لم يتم الإجابة عليها بعد. وفقًا لمايكروسوفت، يمكن استخدام كوبيلوت في مايكروسوفت تيمز لتقديم معلومات للاجتماعات القادمة، ونسخ الاجتماعات، وتقديم تقارير بعد الاجتماع إذا انضم المستخدم إلى اجتماع متأخر. تزعم الشركة أيضًا أنه بعد الاجتماع، يمكن لكوبيلوت أيضًا تلخيص نقاط المناقشة، وإدراج الإجراءات الرئيسية المطروحة في الاجتماع، والإجابة على الأسئلة المغطاة في الاجتماع. كما قدمت الشركة علنًا ميزة مايكروسوفت 365 شات، وهي ميزة كوبيلوت التي تستخلص المعلومات من المحتوى عبر تطبيقات مايكروسوفت 365، مما يتيح لها الإجابة على أسئلة المستخدم وإجراء مهام أخرى.

## استقبال المنتج
لاحظ توم وارن، كبير المحررين في موقع ذا فيرج، التشابه المفاهيمي بين كوبيلوت وغيره من ميزات مساعد مايكروسوفت مثل كورتانا وكلِبي. ويعتقد وارن أيضًا أن النماذج اللغوية الكبيرة، مع تطورها أكثر، يمكن أن تغير طريقة عمل المستخدمين وتعاونهم. يذكر روان كوران، المحلل في فوريستر، أن دمج الذكاء الاصطناعي في برامج الإنتاجية قد يؤدي إلى تحسينات في تجربة المستخدم.
أدت المخاوف بشأن سرعة إصدار مايكروسوفت الأخيرة للمنتجات والاستثمارات التي تعمل بالذكاء الاصطناعي إلى تساؤلات حول المسؤوليات الأخلاقية في اختبار هذه المنتجات. أحد المخاوف الأخلاقية التي عبر عنها الجمهور هو أن جي بي تي-4 والنماذج اللغوية الكبيرة المماثلة قد تعزز التحيز العنصري أو الجنسي. كما أعرب أفراد، بمن فيهم توم وارن، عن مخاوفهم بشأن كوبيلوت بعد مشاهدة الدردشة الآلية تعرض عدة حالات من الهلوسات الاصطناعية. وفقًا لموقع ذا فيرج، قامت مايكروسوفت بطرد "فريق الأخلاق والمجتمع الذي علم الموظفين كيفية صنع أدوات الذكاء الاصطناعي بمسؤولية".
ردًا على هذه المخاوف، صرح جون فريدمان، نائب رئيس شركة مايكروسوفت للتصميم والبحث، بأن مايكروسوفت "تطبق [الدروس المستفادة] من تجربة بينغ" لتخفيف "مخاطر" كوبيلوت. وأكدت مايكروسوفت أنها تجمع فريقًا من الباحثين والمهندسين لتحديد وتخفيف أي آثار سلبية محتملة. وكان الهدف المعلن هو تحقيق ذلك من خلال تحسين بيانات التدريب، وحظر الاستفسارات حول الموضوعات الحساسة، والحد من المعلومات الضارة. ذكرت مايكروسوفت أنها تعتزم استخدام إنتربريت إم إل (هو حزمة مفتوحة المصدر تُدمج تقنيات تفسير التعلم الآلي الحديثة تحت سقف واحد) وفيرليرن (هو مشروع مفتوح المصدر مدعوم من قبل المجتمع يهدف إلى مساعدة علماء البيانات في تحسين عدالة أنظمة الذكاء الاصطناعي) للكشف عن تحيز البيانات وتصحيحه، وتوفير روابط بمصادرها، وذكر أي قيود تنطبق.